# Niambia septentrionalis
Niambia septentrionalis là một loài chân đều trong họ Platyarthridae. Loài này được Taiti & Ferrara miêu tả khoa học năm 2004.